# College van Kardinalen

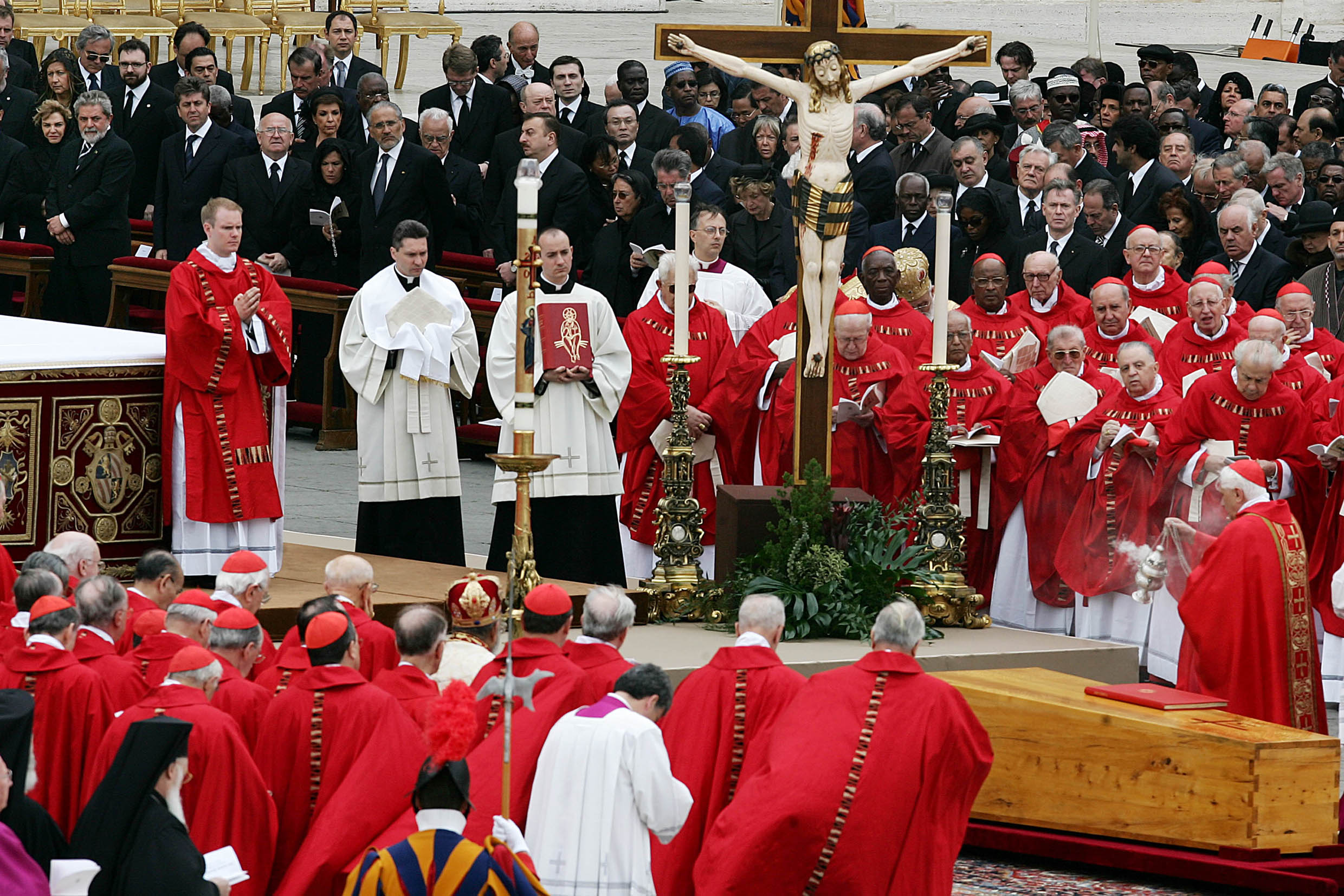
Kardinalen bij de begrafenis van paus Johannes Paulus II, met Joseph Ratzinger, deken van het College van Kardinalen, als hoofdcelebrant

Het College van Kardinalen (Collegium Cardinalium) bestaat uit alle kardinalen van de Rooms-Katholieke Kerk. Dat college speelt twee rollen voor de Kerk:
- deelname aan het conclaaf als de Heilige Stoel vacant is (voor alle leden die niet ouder zijn dan 80 jaar);
- het adviseren van de paus over kerkzaken als hij het college oproept tot een consistorie.

## Macht van het College van Kardinalen
Het college heeft geen uitvoerende macht, behalve tijdens een periode van sedisvacatie, maar zelfs dan is zijn macht zeer beperkt volgens Universi Dominici Gregis, de apostolische constitutie van paus Johannes Paulus II, die richtlijnen geeft voor de sedisvacatie.

## Omvang
Het College had lange tijd een – door paus Sixtus V in 1588 vastgestelde – maximale omvang van 70 kardinalen. Paus Johannes XXIII was de eerste die, overigens zonder de Sixtijnse regelgeving aan te passen, het aantal van 70 overschreed: hij liet bij zijn overlijden in 1963 een College van 82 kardinalen na.
Onder paus Paulus VI werden de huidige regels vastgesteld. In het consistorie van 22 februari 1965, toen hij 27 kardinalen creëerde, overschreed hij het aantal van 100 kardinalen. In zijn motu proprio Ingravescentem Ætatem bepaalde hij dat kardinalen die minstens de leeftijd van tachtig jaar bereikt hebben geen stemrecht meer hebben in het conclaaf. Kardinalen die die leeftijd zijn gepasseerd blijven wel zitting houden in het College van Kardinalen.
Dit motu proprio is echter een richtlijn en geen strikte wet. Er kunnen dus meer dan 120 kiesgerechtigde kardinalen zijn. Bij recente consistories is het ook voorgekomen dat het aantal van 120 met enkelen werd overschreden. De paus anticipeert hiermee op de aanstaande 80e verjaardag van een aantal kardinalen, die op dat moment dus hun kiesrecht zullen verliezen.
Het aantal kardinalen dat aan een conclaaf mag deelnemen is wel strikt beperkt tot 120. Op enkele momenten in de geschiedenis oversteeg het aantal kieskardinalen toch de 120, omdat de paus meer kardinalen gecreëerd had. Dit was onder andere het geval in 2025. Toen waren er 133 kiesgerechtigde kardinalen die aan het conclaaf deelnamen. Voor het geval dat werkelijk zo is tijdens een periode van sedisvacatie, is echter niets specifieks geregeld.

## Voorzitterschap
Het college wordt voorgezeten door de paus of door de deken van het College van Kardinalen. Sinds januari 2020 is Giovanni Battista Re de deken. Paus Franciscus bepaalde dat vanaf 2020 de kardinaalsdeken voor een periode van vijf jaar wordt verkozen en dat deze termijn één keer hernieuwbaar is.

## Verschillende soorten kardinalen

### Rangen
Kardinalen worden benoemd in drie verschillende rangen:
1. In de hoogste rang bevinden zich de kardinaal-bisschoppen. Het betrof hier oorspronkelijk alleen kardinalen die titulair een Romeins suburbicair bisdom besturen (meestal gaat het dan om zeer seniore kardinalen van de Romeinse Curie. Op 26 juni 2018 opende paus Franciscus de mogelijkheid om kardinalen op te nemen in deze rang zonder toekenning van een suburbicair bisdom.
Een subrang betreft de kardinaal-patriarchen. Deze rang wordt toegekend aan tot kardinaal benoemde patriarchen van oosters-katholieke kerken.
2. In de middelste rang bevinden zich de kardinaal-priesters. Het betreft doorgaans kardinalen die residerend (aarts)bisschop zijn.
3. In de laagste rang bevinden zich de kardinaal-diakenen. Vaak zijn dit hoge Curie-kardinalen, ofwel kardinalen die bij hun creatie al ouder dan 80 jaar zijn en - als zij nog geen bisschop zijn - dan gewoonlijk een titulaire bisschopsstoel krijgen toegewezen.

### Kardinalen met een bijzondere taak
Wanneer een paus is overleden, zijn er enkele kardinalen met een bijzondere taak:
- Deken: zit vergaderingen voor na het overlijden of de abdicatie van een paus (doet dit ook als een nog levende paus is verhinderd wegens bijvoorbeeld ziekte). Voorganger tijdens de uitvaart voor een paus. Sinds 2020 is dat Giovanni Battista Re.
- Vicedeken of subdeken: vervangt de deken als deze zou zijn verhinderd of ouder is dan 80 jaar. Sinds 2020 is dat Leonardo Sandri.
- Camerlengo: regelt de zaken omtrent het overlijden van een paus en de organisatie van het conclaaf. Sinds 2019 is dat Kevin Farrell.
- Protodiaken: maakt na het conclaaf de nieuwe paus bekend en kroont deze.[2] Sinds 2024 is dat Dominique Mamberti.
- Protopriester: gaat voor in de H. Missen tijdens de novemdiales(bij overlijden paus). Sinds 2016 is dat Michael Kitbunchu.

## Lijst van kardinalen
De kardinalen zijn binnen hun orde gerangschikt naar anciënniteit.
De oudste kardinaal is Angelo Acerbi. De jongste kardinaal is Mykola Bytsjok. Er zijn twee Belgische kardinalen (met stemrecht) en er is één Nederlandse kardinaal (met stemrecht). Vijf kardinalen zijn geen bisschop: Angelo Acerbi, Raniero Cantalamessa, Timothy Radcliffe, Gianfranco Ghirlanda en Ernest Simoni. Zij waren onder meer op het moment van hun creatie ouder dan 80 jaar en werden omwille van leeftijd en gezondheid vrijgesteld van een voorafgaande bisschopswijding.
2012 is het laatste jaar waarin twee consistories gehouden werden. Het laatste jaar waarin drie consistories werden gehouden is 1889.
| Naam                                            | Consistorie (jaar) | Geboortedatum | Nationaliteit                 | Stemrecht conclaaf? | Rang                |
| ----------------------------------------------- | ------------------ | ------------- | ----------------------------- | ------------------- | ------------------- |
| Giovanni Battista Re                            | 2001               | 30-01-1934    | Italië                        | nee                 | kardinaal-bisschop  |
| Leonardo Sandri                                 | 2007               | 18-11-1943    | Argentinië                    | nee                 | kardinaal-bisschop  |
| Francis Arinze                                  | 1985               | 01-11-1932    | Nigeria                       | nee                 | kardinaal-bisschop  |
| Tarcisio Bertone                                | 2003               | 02-12-1934    | Italië                        | nee                 | kardinaal-bisschop  |
| José Saraiva Martins                            | 2001               | 06-01-1932    | Portugal                      | nee                 | kardinaal-bisschop  |
| Pietro Parolin                                  | 2014               | 17-01-1955    | Italië                        | ja                  | kardinaal-bisschop  |
| Marc Ouellet                                    | 2003               | 08-06-1944    | Canada                        | nee                 | kardinaal-bisschop  |
| Fernando Filoni                                 | 2012 (1)           | 15-04-1946    | Italië                        | ja                  | kardinaal-bisschop  |
| Beniamino Stella                                | 2014               | 18-08-1941    | Italië                        | nee                 | kardinaal-bisschop  |
| Luis Antonio Tagle                              | 2012 (2)           | 21-06-1957    | Filipijnen                    | ja                  | kardinaal-bisschop  |
| Béchara Boutros Raï                             | 2012 (2)           | 25-02-1940    | Libanon                       | nee                 | kardinaal-patriarch |
| Louis Raphaël I Sako                            | 2018               | 04-07-1948    | Irak                          | ja                  | kardinaal-patriarch |
| Michael Kitbunchu                               | 1983               | 05-01-1929    | Thailand                      | nee                 | kardinaal-priester  |
| Paul Poupard                                    | 1985               | 30-08-1930    | Frankrijk                     | nee                 | kardinaal-priester  |
| Friedrich Wetter                                | 1985               | 20-02-1928    | Duitsland                     | nee                 | kardinaal-priester  |
| Nicolás de Jesús López Rodríguez                | 1991               | 31-10-1936    | Dominicaanse Republiek        | nee                 | kardinaal-priester  |
| Roger Michael Mahony                            | 1991               | 27-02-1936    | Verenigde Staten              | nee                 | kardinaal-priester  |
| Camillo Ruini                                   | 1991               | 19-02-1931    | Italië                        | nee                 | kardinaal-priester  |
| Julius Riyada Darmaatmadja                      | 1994               | 20-12-1934    | Indonesië                     | nee                 | kardinaal-priester  |
| Emmanuel Wamala                                 | 1994               | 15-12-1926    | Oeganda                       | nee                 | kardinaal-priester  |
| Adam Joseph Maida                               | 1994               | 18-03-1930    | Verenigde Staten              | nee                 | kardinaal-priester  |
| Vinko Puljic                                    | 1994               | 08-09-1945    | Bosnië en Herzegovina         | ja                  | kardinaal-priester  |
| Juan Sandoval Iñiguez                           | 1994               | 28-03-1933    | Mexico                        | nee                 | kardinaal-priester  |
| James Francis Stafford                          | 1998               | 26-07-1932    | Verenigde Staten              | nee                 | kardinaal-priester  |
| Salvatore De Giorgi                             | 1998               | 06-09-1930    | Italië                        | nee                 | kardinaal-priester  |
| Antonio María Rouco Varela                      | 1998               | 20-08-1936    | Spanje                        | nee                 | kardinaal-priester  |
| Polycarp Pengo                                  | 1998               | 05-08-1944    | Tanzania                      | nee                 | kardinaal-priester  |
| Christoph Schönborn                             | 1998               | 22-01-1945    | Oostenrijk                    | nee                 | kardinaal-priester  |
| Norberto Rivera Carrera                         | 1998               | 06-06-1942    | Mexico                        | nee                 | kardinaal-priester  |
| Janis Pujats                                    | 1998               | 14-11-1930    | Letland                       | nee                 | kardinaal-priester  |
| Crescenzio Sepe                                 | 2001               | 02-06-1943    | Italië                        | nee                 | kardinaal-priester  |
| Walter Kasper                                   | 2001               | 05-03-1933    | Duitsland                     | nee                 | kardinaal-priester  |
| Audrys Juozas Bačkis                            | 2001               | 01-02-1937    | Litouwen                      | nee                 | kardinaal-priester  |
| Francisco Javier Errázuriz Ossa                 | 2001               | 05-09-1933    | Chili                         | nee                 | kardinaal-priester  |
| Wilfrid Fox Napier                              | 2001               | 08-03-1941    | Zuid-Afrika                   | nee                 | kardinaal-priester  |
| Óscar Andrés Rodríguez Maradiaga                | 2001               | 29-12-1942    | Honduras                      | nee                 | kardinaal-priester  |
| Juan Luis Cipriani Thorne                       | 2001               | 28-12-1943    | Peru                          | nee                 | kardinaal-priester  |
| Julian Herranz Casado                           | 2003               | 31-03-1930    | Spanje                        | nee                 | kardinaal-priester  |
| Angelo Scola                                    | 2003               | 07-11-1941    | Italië                        | nee                 | kardinaal-priester  |
| Anthony Olubumni Okogie                         | 2003               | 16-06-1936    | Nigeria                       | nee                 | kardinaal-priester  |
| Gabriel Zubeir Wako                             | 2003               | 27-02-1941    | Soedan                        | nee                 | kardinaal-priester  |
| Justin Francis Rigali                           | 2003               | 19-04-1935    | Verenigde Staten              | nee                 | kardinaal-priester  |
| Ennio Antonelli                                 | 2003               | 18-11-1936    | Italië                        | nee                 | kardinaal-priester  |
| Peter Kodwo Appiah Turkson                      | 2003               | 11-10-1948    | Ghana                         | ja                  | kardinaal-priester  |
| Josip Bozanić                                   | 2003               | 20-03-1949    | Kroatië                       | ja                  | kardinaal-priester  |
| Jean-Baptiste Pham Minh Mân                     | 2003               | 05-03-1934    | Vietnam                       | nee                 | kardinaal-priester  |
| Philippe Barbarin                               | 2003               | 17-10-1950    | Frankrijk                     | ja                  | kardinaal-priester  |
| Péter Erdő                                      | 2003               | 25-06-1952    | Hongarije                     | ja                  | kardinaal-priester  |
| Franc Rode                                      | 2006               | 23-09-1934    | Slovenië                      | nee                 | kardinaal-priester  |
| Agostino Vallini                                | 2006               | 17-04-1940    | Italië                        | nee                 | kardinaal-priester  |
| Gaudencio Rosales                               | 2006               | 10-08-1932    | Filipijnen                    | nee                 | kardinaal-priester  |
| Jean-Pierre Ricard                              | 2006               | 26-09-1944    | Frankrijk                     | nee                 | kardinaal-priester  |
| Antonio Cañizares Llovera                       | 2006               | 15-10-1945    | Spanje                        | ja                  | kardinaal-priester  |
| Sean Patrick O'Malley                           | 2006               | 29-06-1944    | Verenigde Staten              | nee                 | kardinaal-priester  |
| Stanisław Dziwisz                               | 2006               | 27-04-1939    | Polen                         | nee                 | kardinaal-priester  |
| Joseph Zen Ze-Kiun                              | 2006               | 13-01-1932    | China                         | nee                 | kardinaal-priester  |
| Giovanni Lajolo                                 | 2007               | 03-01-1935    | Italië                        | nee                 | kardinaal-priester  |
| Angelo Comastri                                 | 2007               | 17-09-1943    | Italië                        | nee                 | kardinaal-priester  |
| Stanisław Ryłko                                 | 2007               | 04-07-1945    | Polen                         | nee                 | kardinaal-priester  |
| Raffaele Farina                                 | 2007               | 24-09-1933    | Italië                        | nee                 | kardinaal-priester  |
| Seán Baptist Brady                              | 2007               | 16-08-1939    | Ierland                       | nee                 | kardinaal-priester  |
| Lluís Martínez Sistach                          | 2007               | 29-04-1937    | Spanje                        | nee                 | kardinaal-priester  |
| Angelo Bagnasco                                 | 2007               | 14-01-1943    | Italië                        | nee                 | kardinaal-priester  |
| Théodore-Adrien Sarr                            | 2007               | 28-11-1936    | Senegal                       | nee                 | kardinaal-priester  |
| Oswald Gracias                                  | 2007               | 24-12-1944    | India                         | nee                 | kardinaal-priester  |
| Francisco Robles Ortega                         | 2007               | 02-03-1949    | Mexico                        | ja                  | kardinaal-priester  |
| Daniel DiNardo                                  | 2007               | 23-05-1949    | Verenigde Staten              | ja                  | kardinaal-priester  |
| Odilo Pedro Scherer                             | 2007               | 21-09-1949    | Brazilië                      | ja                  | kardinaal-priester  |
| John Njue                                       | 2007               | 01-01-1946    | Kenia                         | ja                  | kardinaal-priester  |
| Robert Sarah                                    | 2010               | 15-06-1945    | Guinee                        | nee                 | kardinaal-priester  |
| Francesco Monterisi                             | 2010               | 28-05-1934    | Italië                        | nee                 | kardinaal-priester  |
| Raymond Leo Burke                               | 2010               | 30-06-1948    | Verenigde Staten              | ja                  | kardinaal-priester  |
| Kurt Koch                                       | 2010               | 15-03-1950    | Zwitserland                   | ja                  | kardinaal-priester  |
| Mauro Piacenza                                  | 2010               | 15-09-1944    | Italië                        | nee                 | kardinaal-priester  |
| Gianfranco Ravasi                               | 2010               | 18-10-1942    | Italië                        | nee                 | kardinaal-priester  |
| Paolo Romeo                                     | 2010               | 20-02-1938    | Italië                        | nee                 | kardinaal-priester  |
| Donald William Wuerl                            | 2010               | 12-11-1940    | Verenigde Staten              | nee                 | kardinaal-priester  |
| Raymundo Damasceno Assis                        | 2010               | 15-02-1937    | Brazilië                      | nee                 | kardinaal-priester  |
| Kazimierz Nycz                                  | 2010               | 01-02-1950    | Polen                         | ja                  | kardinaal-priester  |
| Albert Malcolm Ranjith Patabendige Don          | 2010               | 15-11-1947    | Sri Lanka                     | ja                  | kardinaal-priester  |
| Reinhard Marx                                   | 2010               | 21-09-1953    | Duitsland                     | ja                  | kardinaal-priester  |
| Walter Brandmüller                              | 2010               | 01-05-1929    | Duitsland                     | nee                 | kardinaal-priester  |
| Manuel Monteiro de Castro                       | 2012 (1)           | 29-03-1938    | Portugal                      | nee                 | kardinaal-priester  |
| Santos Abril y Castelló                         | 2012 (1)           | 21-09-1935    | Spanje                        | nee                 | kardinaal-priester  |
| Antonio Maria Vegliò                            | 2012 (1)           | 03-02-1938    | Italië                        | nee                 | kardinaal-priester  |
| Giuseppe Bertello                               | 2012 (1)           | 01-10-1942    | Italië                        | nee                 | kardinaal-priester  |
| Francesco Coccopalmerio                         | 2012 (1)           | 06-03-1938    | Italië                        | nee                 | kardinaal-priester  |
| João Braz de Aviz                               | 2012 (1)           | 29-04-1947    | Brazilië                      | ja                  | kardinaal-priester  |
| Edwin Frederick O'Brien                         | 2012 (1)           | 08-04-1939    | Verenigde Staten              | nee                 | kardinaal-priester  |
| Domenico Calcagno                               | 2012 (1)           | 03-02-1943    | Italië                        | nee                 | kardinaal-priester  |
| Giuseppe Versaldi                               | 2012 (1)           | 30-07-1943    | Italië                        | nee                 | kardinaal-priester  |
| George Alencherry                               | 2012 (1)           | 19-04-1945    | India                         | nee                 | kardinaal-priester  |
| Thomas Christopher Collins                      | 2012 (1)           | 16-01-1946    | Canada                        | ja                  | kardinaal-priester  |
| Dominik Duka                                    | 2012 (1)           | 26-04-1943    | Tsjechië                      | nee                 | kardinaal-priester  |
| Wim Eijk                                        | 2012 (1)           | 22-06-1953    | Nederland                     | ja                  | kardinaal-priester  |
| Giuseppe Betori                                 | 2012 (1)           | 25-02-1947    | Italië                        | ja                  | kardinaal-priester  |
| Timothy Michael Dolan                           | 2012 (1)           | 06-02-1950    | Verenigde Staten              | ja                  | kardinaal-priester  |
| Rainer Maria Woelki                             | 2012 (1)           | 18-08-1956    | Duitsland                     | ja                  | kardinaal-priester  |
| John Tong Hon                                   | 2012 (1)           | 31-07-1939    | China                         | nee                 | kardinaal-priester  |
| Lucian Mureșan                                  | 2012 (1)           | 23-05-1931    | Roemenië                      | nee                 | kardinaal-priester  |
| James Michael Harvey                            | 2012 (2)           | 20-10-1949    | Verenigde Staten              | ja                  | kardinaal-priester  |
| Baselios Cleemis                                | 2012 (2)           | 15-06-1959    | India                         | ja                  | kardinaal-priester  |
| John Onaiyekan                                  | 2012 (2)           | 29-01-1944    | Nigeria                       | nee                 | kardinaal-priester  |
| Rubén Salazar Gómez                             | 2012 (2)           | 22-09-1942    | Colombia                      | nee                 | kardinaal-priester  |
| Lorenzo Baldisseri                              | 2014               | 29-09-1940    | Italië                        | nee                 | kardinaal-priester  |
| Gerhard Ludwig Müller                           | 2014               | 31-12-1947    | Duitsland                     | ja                  | kardinaal-priester  |
| Vincent Gerard Nichols                          | 2014               | 08-11-1945    | Verenigd Koninkrijk           | ja                  | kardinaal-priester  |
| Leopoldo José Brenes Solórzano                  | 2014               | 07-03-1949    | Nicaragua                     | ja                  | kardinaal-priester  |
| Gérald Cyprien Lacroix                          | 2014               | 27-07-1957    | Canada                        | ja                  | kardinaal-priester  |
| Jean-Pierre Kutwa                               | 2014               | 22-12-1945    | Ivoorkust                     | ja                  | kardinaal-priester  |
| Orani João Tempesta                             | 2014               | 23-06-1950    | Brazilië                      | ja                  | kardinaal-priester  |
| Gualtiero Bassetti                              | 2014               | 07-04-1942    | Italië                        | nee                 | kardinaal-priester  |
| Mario Aurelio Poli                              | 2014               | 29-11-1947    | Argentinië                    | ja                  | kardinaal-priester  |
| Andrew Yeom Soo-jung                            | 2014               | 05-12-1943    | Zuid-Korea                    | nee                 | kardinaal-priester  |
| Ricardo Ezzati Andrello                         | 2014               | 07-01-1942    | Chili                         | nee                 | kardinaal-priester  |
| Philippe Nakellentuba Ouédraogo                 | 2014               | 25-12-1945    | Burkina Faso                  | ja                  | kardinaal-priester  |
| Orlando Quevedo                                 | 2014               | 11-03-1939    | Filipijnen                    | nee                 | kardinaal-priester  |
| Chibly Langlois                                 | 2014               | 29-11-1958    | Haïti                         | ja                  | kardinaal-priester  |
| Manuel Macário do Nascimento Clemente           | 2015               | 16-07-1948    | Portugal                      | ja                  | kardinaal-priester  |
| Berhaneyesus Souraphiel                         | 2015               | 14-07-1948    | Ethiopië                      | ja                  | kardinaal-priester  |
| John Dew                                        | 2015               | 05-05-1948    | Nieuw-Zeeland                 | ja                  | kardinaal-priester  |
| Edoardo Menichelli                              | 2015               | 14-10-1939    | Italië                        | nee                 | kardinaal-priester  |
| Pierre Nguyên Văn Nhon                          | 2015               | 01-04-1938    | Vietnam                       | nee                 | kardinaal-priester  |
| Alberto Suárez Inda                             | 2015               | 30-01-1939    | Mexico                        | nee                 | kardinaal-priester  |
| Charles Maung Bo                                | 2015               | 29-10-1948    | Myanmar                       | ja                  | kardinaal-priester  |
| Kriengsak Kovithavanij                          | 2015               | 27-06-1949    | Thailand                      | ja                  | kardinaal-priester  |
| Francesco Montenegro                            | 2015               | 22-05-1946    | Italië                        | ja                  | kardinaal-priester  |
| Daniel Sturla Berhouet                          | 2015               | 04-07-1959    | Uruguay                       | ja                  | kardinaal-priester  |
| Ricardo Blázquez Pérez                          | 2015               | 13-04-1942    | Spanje                        | nee                 | kardinaal-priester  |
| José Luis Lacunza Maestrojuán                   | 2015               | 24-02-1944    | Panama                        | nee                 | kardinaal-priester  |
| Arlindo Gomes Furtado                           | 2015               | 15-11-1949    | Kaapverdië                    | ja                  | kardinaal-priester  |
| Soane Patita Paini Mafi                         | 2015               | 19-12-1961    | Tonga                         | ja                  | kardinaal-priester  |
| Luis Héctor Villalba                            | 2015               | 11-10-1934    | Argentinië                    | nee                 | kardinaal-priester  |
| Júlio Duarte Langa                              | 2015               | 27-10-1927    | Mozambique                    | nee                 | kardinaal-priester  |
| Dieudonné Nzapalainga CSSp                      | 2016               | 14-03-1967    | Centraal-Afrikaanse Republiek | ja                  | kardinaal-priester  |
| Carlos Osoro Sierra                             | 2016               | 16-05-1945    | Spanje                        | nee                 | kardinaal-priester  |
| Sérgio da Rocha                                 | 2016               | 21-10-1959    | Brazilië                      | ja                  | kardinaal-priester  |
| Blase Joseph Cupich                             | 2016               | 19-03-1949    | Verenigde Staten              | ja                  | kardinaal-priester  |
| Patrick D’Rozario CSC                           | 2016               | 01-10-1943    | Bangladesh                    | nee                 | kardinaal-priester  |
| Baltazar Porras Cardozo                         | 2016               | 10-10-1944    | Venezuela                     | nee                 | kardinaal-priester  |
| Jozef De Kesel                                  | 2016               | 17-06-1947    | België                        | ja                  | kardinaal-priester  |
| Maurice Piat CSSp                               | 2016               | 19-07-1941    | Mauritius                     | nee                 | kardinaal-priester  |
| Carlos Aguiar Retes                             | 2016               | 09-01-1950    | Mexico                        | ja                  | kardinaal-priester  |
| John Ribat MSC                                  | 2016               | 09-02-1957    | Papoea-Nieuw-Guinea           | ja                  | kardinaal-priester  |
| Joseph William Tobin C.Ss.R                     | 2016               | 03-05-1952    | Verenigde Staten              | ja                  | kardinaal-priester  |
| Jean Zerbo                                      | 2017               | 27-12-1943    | Mali                          | nee                 | kardinaal-priester  |
| Juan José Omella Omella                         | 2017               | 21-04-1946    | Spanje                        | ja                  | kardinaal-priester  |
| Anders Arborelius                               | 2017               | 24-09-1949    | Zweden                        | ja                  | kardinaal-priester  |
| Louis-Marie Ling Mangkhanekhoun                 | 2017               | 08-04-1944    | Laos                          | nee                 | kardinaal-priester  |
| Gregorio Rosa Chávez                            | 2017               | 03-09-1942    | El Salvador                   | nee                 | kardinaal-priester  |
| Angelo De Donatis                               | 2018               | 04-01-1954    | Italië                        | ja                  | kardinaal-priester  |
| Joseph Coutts                                   | 2018               | 21-07-1945    | Pakistan                      | nee                 | kardinaal-priester  |
| António Marto                                   | 2018               | 05-05-1947    | Portugal                      | ja                  | kardinaal-priester  |
| Pedro Barreto                                   | 2018               | 12-02-1944    | Peru                          | nee                 | kardinaal-priester  |
| Désiré Tsarahazana                              | 2018               | 13-06-1954    | Madagaskar                    | ja                  | kardinaal-priester  |
| Giuseppe Petrocchi                              | 2018               | 19-08-1948    | Italië                        | ja                  | kardinaal-priester  |
| Thomas Aquino Manyo Maeda                       | 2018               | 03-03-1949    | Japan                         | ja                  | kardinaal-priester  |
| Toribio Ticona Porco                            | 2018               | 25-04-1937    | Bolivia                       | nee                 | kardinaal-priester  |
| Ignatius Suharyo Hardjoatmodjo                  | 2019               | 09-07-1950    | Indonesië                     | ja                  | kardinaal-priester  |
| Juan García Rodríguez                           | 2019               | 11-07-1948    | Cuba                          | ja                  | kardinaal-priester  |
| Fridolin Ambongo Besungu O.F.M. Cap.            | 2019               | 09-07-1950    | Congo-Kinshasa                | ja                  | kardinaal-priester  |
| Jean-Claude Hollerich S.J.                      | 2019               | 09-08-1958    | Luxemburg                     | ja                  | kardinaal-priester  |
| Álvaro Leonel Ramazzini Imeri                   | 2019               | 16-07-1947    | Guatemala                     | ja                  | kardinaal-priester  |
| Matteo Zuppi                                    | 2019               | 11-10-1955    | Italië                        | ja                  | kardinaal-priester  |
| Cristóbal López Romero S.D.B.                   | 2019               | 19-05-1952    | Marokko                       | ja                  | kardinaal-priester  |
| Sigitas Tamkevičius S.J.                        | 2019               | 07-11-1938    | Litouwen                      | nee                 | kardinaal-priester  |
| Antoine Kambanda                                | 2020               | 10-11-1958    | Rwanda                        | ja                  | kardinaal-priester  |
| Wilton Daniel Gregory                           | 2020               | 07-12-1947    | Verenigde Staten              | ja                  | kardinaal-priester  |
| Jose Advincula                                  | 2020               | 30-03-1952    | Filipijnen                    | ja                  | kardinaal-priester  |
| Celestino Aós Braco O.F.M. Cap.                 | 2020               | 06-04-1945    | Chili                         | nee                 | kardinaal-priester  |
| Augusto Lojudice                                | 2020               | 01-07-1964    | Italië                        | ja                  | kardinaal-priester  |
| Felipe Arizmendi Esquivel                       | 2020               | 01-05-1940    | Mexico                        | nee                 | kardinaal-priester  |
| Jean-Marc Aveline                               | 2022               | 26-12-1958    | Frankrijk                     | ja                  | kardinaal-priester  |
| Peter Okpaleke                                  | 2022               | 01-03-1963    | Nigeria                       | ja                  | kardinaal-priester  |
| Leonardo Steiner O.F.M.                         | 2022               | 06-11-1950    | Brazilië                      | ja                  | kardinaal-priester  |
| Filipe Neri António Sebastião do Rosário Ferrão | 2022               | 20-01-1953    | India                         | ja                  | kardinaal-priester  |
| Robert McElroy                                  | 2022               | 05-02-1954    | Verenigde Staten              | ja                  | kardinaal-priester  |
| Virgílio do Carmo da Silva SDB                  | 2022               | 27-11-1967    | Oost-Timor                    | ja                  | kardinaal-priester  |
| Oscar Cantoni                                   | 2022               | 01-09-1950    | Italië                        | ja                  | kardinaal-priester  |
| Anthony Poola                                   | 2022               | 15-11-1961    | India                         | ja                  | kardinaal-priester  |
| Paulo Costa                                     | 2022               | 20-07-1967    | Brazilië                      | ja                  | kardinaal-priester  |
| William Goh                                     | 2022               | 25-06-1957    | Singapore                     | ja                  | kardinaal-priester  |
| Adalberto Martínez Flores                       | 2022               | 08-07-1951    | Paraguay                      | ja                  | kardinaal-priester  |
| Giorgio Marengo I.M.C.                          | 2022               | 07-06-1974    | Mongolië                      | ja                  | kardinaal-priester  |
| Jorge Jiménez Carvajal                          | 2022               | 29-03-1942    | Colombia                      | nee                 | kardinaal-priester  |
| Arrigo Miglio                                   | 2022               | 18-07-1942    | Italië                        | nee                 | kardinaal-priester  |
| Pierbattista Pizzaballa                         | 2023               | 21-04-1965    | Palestina                     | ja                  | kardinaal-priester  |
| Stephen Brislin                                 | 2023               | 24-09-1956    | Zuid-Afrika                   | ja                  | kardinaal-priester  |
| Ángel Rossi SJ                                  | 2023               | 11-08-1958    | Argentinië                    | ja                  | kardinaal-priester  |
| Luis Rueda Aparicio                             | 2023               | 03-03-1962    | Colombia                      | ja                  | kardinaal-priester  |
| Grzegorz Ryś                                    | 2023               | 09-02-1964    | Polen                         | ja                  | kardinaal-priester  |
| Stephen Mulla                                   | 2023               | 10-01-1964    | Zuid-Soedan                   | ja                  | kardinaal-priester  |
| José Cobo Cano                                  | 2023               | 20-09-1965    | Spanje                        | ja                  | kardinaal-priester  |
| Protase Rugambwa                                | 2023               | 31-03-1960    | Tanzania                      | ja                  | kardinaal-priester  |
| Sebastian Francis                               | 2023               | 11-11-1951    | Maleisië                      | ja                  | kardinaal-priester  |
| Stephen Chow Sau-Yan SJ                         | 2023               | 07-08-1959    | Hongkong                      | ja                  | kardinaal-priester  |
| François-Xavier Bustillo OFM Conv.              | 2023               | 23-11-1968    | Frankrijk                     | ja                  | kardinaal-priester  |
| Américo Aguiar                                  | 2023               | 12-12-1973    | Portugal                      | ja                  | kardinaal-priester  |
| Diego Padrón Sánchez                            | 2023               | 17-05-1939    | Venezuela                     | nee                 | kardinaal-priester  |
| Carlos Castillo Mattasoglio                     | 2024               | 28-02-1950    | Peru                          | ja                  | kardinaal-priester  |
| Vicente Bokalic Iglic CM                        | 2024               | 11-06-1952    | Argentinië                    | ja                  | kardinaal-priester  |
| Luis Cabrera Herrera OFM                        | 2024               | 11-10-1955    | Ecuador                       | ja                  | kardinaal-priester  |
| Fernando Chomalí Garib                          | 2024               | 10-03-1957    | Chili                         | ja                  | kardinaal-priester  |
| Tarcisio Kikuchi SVD                            | 2024               | 01-11-1958    | Japan                         | ja                  | kardinaal-priester  |
| Pablo David                                     | 2024               | 02-03-1959    | Filipijnen                    | ja                  | kardinaal-priester  |
| Ladislav Nemet SVD                              | 2024               | 07-09-1956    | Servië                        | ja                  | kardinaal-priester  |
| Jaime Spengler OFM                              | 2024               | 06-09-1960    | Brazilië                      | ja                  | kardinaal-priester  |
| Ignace Bessi Dogbo                              | 2024               | 17-08-1961    | Ivoorkust                     | ja                  | kardinaal-priester  |
| Jean-Paul Vesco OP                              | 2024               | 10-03-1962    | Algerije                      | ja                  | kardinaal-priester  |
| Dominique Mathieu OFM Conv.                     | 2024               | 14-06-1963    | België Iran                   | ja                  | kardinaal-priester  |
| Roberto Repole                                  | 2024               | 19-01-1967    | Italië                        | ja                  | kardinaal-priester  |
| Baldassare Reina                                | 2024               | 26-11-1970    | Italië                        | ja                  | kardinaal-priester  |
| Frank Leo                                       | 2024               | 30-06-1971    | Canada                        | ja                  | kardinaal-priester  |
| Mykola Bytsjok CSsR                             | 2024               | 13-02-1980    | Australië                     | ja                  | kardinaal-priester  |
| Domenico Battaglia                              | 2024               | 20-01-1963    | Italië                        | ja                  | kardinaal-priester  |
| Dominique Mamberti                              | 2015               | 07-03-1952    | Frankrijk                     | ja                  | kardinaal-diaken    |
| Mario Zenari                                    | 2016               | 05-01-1946    | Italië                        | ja                  | kardinaal-diaken    |
| Kevin Farrell                                   | 2016               | 02-09-1947    | Ierland Verenigde Staten      | ja                  | kardinaal-diaken    |
| Ernest Simoni                                   | 2016               | 18-10-1928    | Albanië                       | nee                 | kardinaal-diaken    |
| Luis Ladaria Ferrer                             | 2018               | 19-04-1944    | Spanje                        | nee                 | kardinaal-diaken    |
| Giovanni Angelo Becciu                          | 2018               | 02-06-1948    | Italië                        | nee                 | kardinaal-diaken    |
| Konrad Krajewski                                | 2018               | 25-11-1963    | Polen                         | ja                  | kardinaal-diaken    |
| Aquilino Bocos Merino                           | 2018               | 17-05-1938    | Spanje                        | nee                 | kardinaal-diaken    |
| José Tolentino de Mendonça                      | 2019               | 15-12-1965    | Portugal                      | ja                  | kardinaal-diaken    |
| Michael Czerny S.J.                             | 2019               | 18-07-1946    | Canada                        | ja                  | kardinaal-diaken    |
| Michael Fitzgerald P.A.                         | 2019               | 17-08-1937    | Verenigd Koninkrijk           | nee                 | kardinaal-diaken    |
| Mario Grech                                     | 2020               | 20-02-1957    | Malta                         | ja                  | kardinaal-diaken    |
| Marcello Semeraro                               | 2020               | 22-12-1947    | Italië                        | ja                  | kardinaal-diaken    |
| Mauro Gambetti O.F.M. Conv.                     | 2020               | 27-10-1965    | Italië                        | ja                  | kardinaal-diaken    |
| Silvano Maria Tomasi CS                         | 2020               | 12-10-1940    | Italië                        | nee                 | kardinaal-diaken    |
| Raniero Cantalamessa O.F.M. Cap.                | 2020               | 22-07-1934    | Italië                        | nee                 | kardinaal-diaken    |
| Enrico Feroci                                   | 2020               | 27-08-1940    | Italië                        | nee                 | kardinaal-diaken    |
| Arthur Roche                                    | 2022               | 06-03-1950    | Verenigd Koninkrijk           | ja                  | kardinaal-diaken    |
| Lazarus You Heung-sik                           | 2022               | 17-11-1951    | Zuid-Korea                    | ja                  | kardinaal-diaken    |
| Fernando Vérgez Alzaga L.C.                     | 2022               | 01-03-1945    | Spanje                        | nee                 | kardinaal-diaken    |
| Gianfranco Ghirlanda S.J.                       | 2022               | 05-07-1942    | Italië                        | nee                 | kardinaal-diaken    |
| Fortunato Frezza                                | 2022               | 06-02-1942    | Italië                        | nee                 | kardinaal-diaken    |
| Claudio Gugerotti                               | 2023               | 07-10-1955    | Italië                        | ja                  | kardinaal-diaken    |
| Víctor Manuel Fernández                         | 2023               | 18-07-1962    | Argentinië                    | ja                  | kardinaal-diaken    |
| Emil Tscherrig                                  | 2023               | 03-02-1947    | Zwitserland                   | ja                  | kardinaal-diaken    |
| Christophe Pierre                               | 2023               | 30-01-1946    | Frankrijk                     | ja                  | kardinaal-diaken    |
| Ángel Fernández Artime SDB                      | 2023               | 21-08-1960    | Spanje                        | ja                  | kardinaal-diaken    |
| Agostino Marchetto                              | 2023               | 28-08-1940    | Italië                        | nee                 | kardinaal-diaken    |
| Angelo Acerbi                                   | 2024               | 23-09-1925    | Italië                        | nee                 | kardinaal-diaken    |
| Rolandas Makrickas                              | 2024               | 31-01-1972    | Litouwen                      | ja                  | kardinaal-diaken    |
| Timothy Radcliffe OP                            | 2024               | 22-08-1945    | Engeland                      | ja                  | kardinaal-diaken    |
| Fabio Baggio CS                                 | 2024               | 15-01-1965    | Italië                        | ja                  | kardinaal-diaken    |
| George Koovakad                                 | 2024               | 11-08-1973    | India                         | ja                  | kardinaal-diaken    |

## Statistieken
Totaal aantal kardinalen: 249
| Rang               | Aantal |
| ------------------ | ------ |
| Kardinaal-bisschop | 12     |
| Kardinaal-priester | 203    |
| Kardinaal-diaken   | 33     |
| Totaal             | 248    |

| Kiesgerechtigd   | Aantal |
| ---------------- | ------ |
| Wel (< 80 jaar)  | 130    |
| Niet (> 80 jaar) | 118    |
| Totaal           | 248    |

| Creatie door paus  | Totaal | Aantal nog levend | Stemrecht |
| ------------------ | ------ | ----------------- | --------- |
| Johannes Paulus II | 231    | 41                | 5         |
| Benedictus XVI     | 90     | 60                | 20        |
| Franciscus         | 163    | 147               | 105       |
| Totaal             |        | 248               | 130       |

| Herkomst      | Aantal | Stemrecht |
| ------------- | ------ | --------- |
| Afrika        | 29     | 17        |
| Azië          | 37     | 22        |
| Europa        | 113    | 51        |
| Noord-Amerika | 35     | 19        |
| Oceanië       | 4      | 4         |
| Zuid-Amerika  | 30     | 17        |
| Totaal        | 248    | 130       |